# Tajmir (jezero)
Tajmir (rus. Таймыр, Таймырское озеро) je jezero u središnjim regijama poluotoka Tajmir u Krasnojarskom kraju, Rusija. Nalazi se južno od gorja Biranga.

## Geografija
Jezero Tajmir proteže oko 165 km u smjeru istoka - zapad. Ima nepravilan oblik s mnogo krakova koji strše u različitim smjerovima koji pokrivaju široku regiju. Njegova najveća širina je, međutim, samo oko 23 km u njegovom najširem području koje je prema istočnom kraju jezera.
Glavna rijeka koja teče u njegov bazen sa zapada je Gornja Tajmira. Ostale rijeke koje se u njega ulijevaju su Zapadnaja, Severnaja, Bikada-Nguoma, Yamu-Tarida i Kalamissamo. Donja Tajmira teče iz jezera prema sjeveru preko planinskog područja Biranga.
Područje tundre južno od jezera Tajmir puno je manjih jezera i močvara. Postoje dva prilično velika jezera istočno i jugoistočno od najistočnijeg dijela jezera Tajmir, koji je zaljev Jamuneru: 33 km istočno je jezero Kungusalah, a 72 km jugoistočno je jezero Portnjagino. Oba jezera su promjera od oko 20 km.
Jezero Tajmir prekriveno je ledom od kraja rujna do lipnja. 

## Ekologija
Jezero Taymyr vrvi mnogim vrstama riba tipičnih za hladne arktičke vode, poput vijuna, siga i muksuna.[Provjeriti prijevod: loach, sig, and muksun] Salvelinus taimyricus je vrsta gagla koja se nalazi u jezeru. Postoji prekomjerno iskorištavanje nekih vrsta riba unatoč zabačenosti područja.
Mala kontaminacija plutonijem otkrivena je u sedimentima jezera Tajmir. Ovo je možda posljedica čestica nošenih vjetrom nakon brojnih atmosferskih nuklearnih pokusa u Novoj Zemlji tijekom Hladnog rata.

## Temperature vode
- Prosječna temperatura vode u kolovozu: +7 °C
- Zimi je temperatura vode malo iznad 1 °C

## Vanjske poveznice
|  | Zajednički poslužitelj ima još gradiva o temi Tajmir (jezero) |

- Encyclopedia.com
- Taymyr area information and pictures
- Geological and paleontological data